# Théâtre masqué balinais

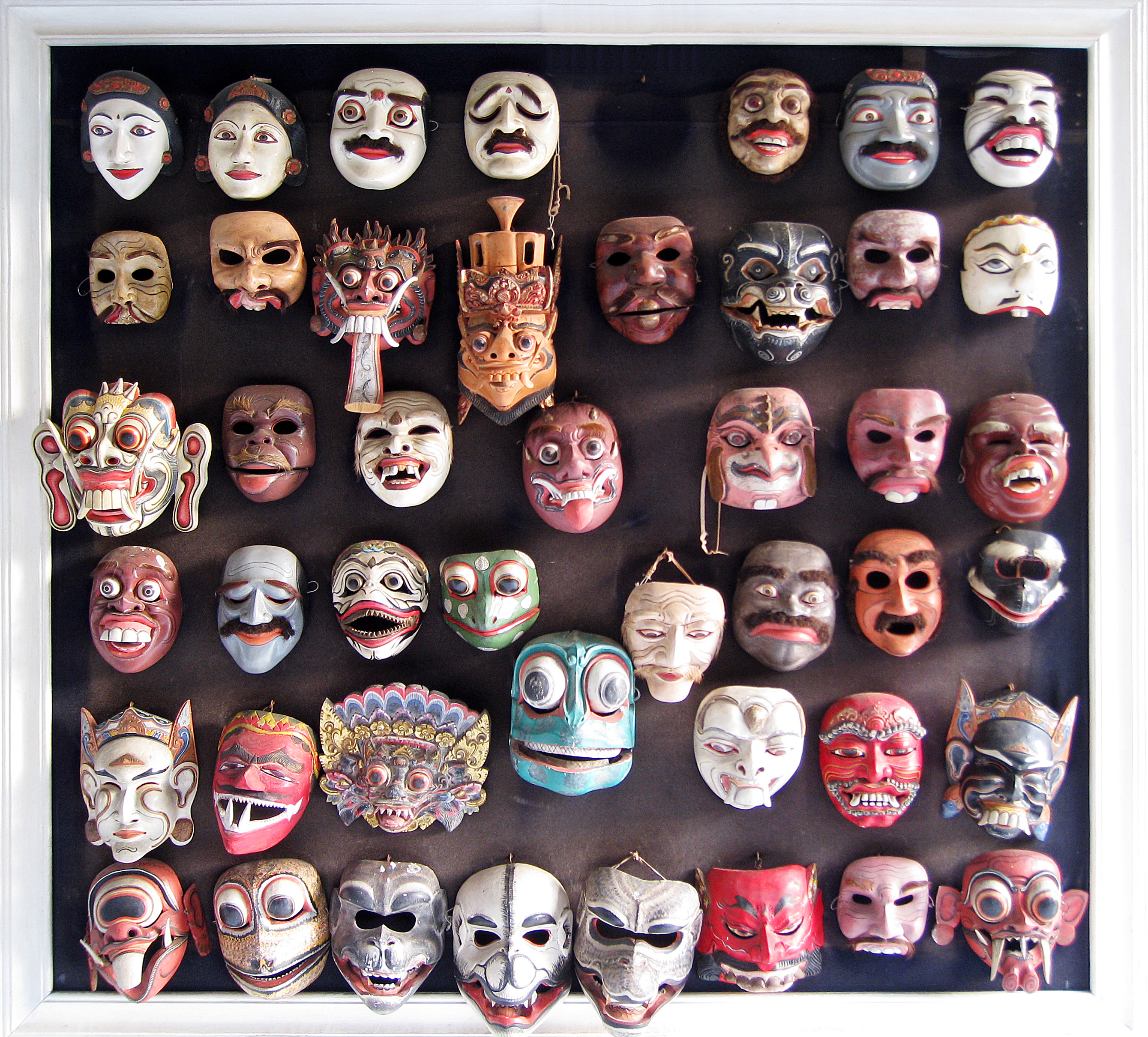
Masques balinais.

Dans le théâtre masqué balinais, les masques sont en bois sculpté et peint, avec des fentes sous les yeux et un trou au niveau de la bouche. Les masques peuvent aussi avoir des ouvertures pour les yeux. Certains masques s'arrêtent au niveau de la lèvre inférieure. Les masques traditionnels (fabriqués à Bali pour la danse ou le théâtre balinais) sont peints avec des pigments naturels. Ce sont souvent des masques types tirés de la célèbre "épopée" indienne du Ramayana. Il y a le prince, le roi des singes... La gestuelle du théâtre masqué balinais est très codée et stylisée, comme celle de la danse balinaise.
Les représentations du théâtre balinais à Paris en 1931, pour l’Exposition coloniale internationale, influencèrent fortement Antonin Artaud pour le développement de ses théories théâtrales (voir Le Théâtre et son double).
Ce théâtre masqué a influencé beaucoup d'autres artistes, comme Ariane Mnouchkine qui s'en est inspirée pour ses créations au théâtre du soleil. Plus récemment le metteur en scène Omar Porras s'en est aussi inspiré dans ses créations.

## Lien
- Soegeng, maître du théâtre masqué balinais vivant en France
- Attrape-rêves